# إد جونسون
إد جونسون (17 يونيو 1944 بأتلانتا في الولايات المتحدة - 5 أبريل 2016 في الولايات المتحدة) (بالإنجليزية: Ed Johnson)‏ هو لاعب كرة سلة أمريكي في مركز الوسط. لعب مع باسكت مانريسا وجوفينتوت بادالونا ودالاس تشابارالز ‏.

## وصلات خارجية
- إد جونسون على موقع سبورتس رفرنس (الإنجليزية)
- إد جونسون على موقع ريلجم (الإنجليزية)
- إد جونسون على موقع بروبوليرز (الإنجليزية)